# Santa Maria in Aquiro (titre cardinalice)
La diaconie cardinalice de Santa Maria in Aquiro est érigée par le pape Agathon en 678 et rattachée à l'église Santa Maria in Aquiro qui se trouve dans le rione de Colonna à Rome.

## Titulaires
| - Cosma (ou Conte, o Comte) (1088- circa 1125) - Cosma (1125-1126) - Rodolfo degli Armanni della Staffa (1126-1130) - Vassalo (circa 1130-1135) - Yves (ou Ivone, ou Yvone) (vers 1135-vers 1139) - Pietro (1140- circa 1145) - Cenzio (1150- après 1152 ou 1154-1159) - Milo (?) (ou Guido) (1159-1161) - Giovanni (1160- circa 1161), pseudo-cardinal de l'antipape Victor IV - Gerardo (1161-1173), pseudo-cardinal de l'antipape Victor IV, de l'antipape Pascal III, et de l'antipape Calixte III - Pietro Gaetani (1164-1165) - Pietro de Bono (1165-1173) - Gregorio Crescenzi (1188-1200) - Pierre Duacensis (ou de Douai) (1212-1216) - Niccolo (1216-1227)1 - Bertrand de Montfavez (1316-1342) - Étienne Aubert le Jeune (ou Alberti) (1361-1368) - Pierre de Fétigny (1383-1392), pseudo-cardinal de l'antipape Clément VII - Jofré de Boïl (1397-1400), pseudo-cardinal de l'antipape Benoît XIII - Giovanni Colonna (1480-1508) - Luigi d'Aragona (1508-1517) - Guillaume de Croÿ (1517-1521) - Gasparo Contarini (1535) - Marino Ascanio Caracciolo (1535-1538) - Ippolito II d'Este (1539-1564) - Ippolito II d'Este (1564-1565) - Benedetto Lomellini (1565) - Zaccaria Delfino (1565 ou 1566-1578) - Anton Maria Salviati (1584-1587) - Pompeio Arrigoni (1596-1597) - Lorenzo Magalotti (1624); titre pro illa vice (1624-1628) - Antonio Barberini (1628-1632) - Johann Albert Vasa (1632-1634) - Paolo Emilio Rondinini (1643-1655) - Friedrich von Hessen-Darmstadt (1655-1656) - Giacomo Franzoni (1660-1669) - Lazzaro Pallavicino (1670-1677) - Michelangelo Ricci (1681-1682) - Gasparo Cavalieri (1686-1688) - Gianfrancesco Albani (1690), futur Clément XI - Lorenzo Altieri (1690-1707) - Carlo Maria Marini (1716-1738) - Carlo Maria Sacripante (1739-1741) - Alessandro Tanara (1743-1754) - Marcantonio Colonna (1759-1762) - Andrea Negroni (1763-1765) - Pasquale Acquaviva d'Aragona (1775-1779) - Fernando Spinelli (1785-1789) - Francesco Guidobono Cavalchini (1818-1828) - Mario Mattei (1832-1842) - Domenico Savelli (1853-1864) - Annibale Capalti (1868-1877) - Antonio Pellegrini (1877-1887) - Luigi Macchi (1889-1896) - Francesco Salesio Della Volpe (1901-1916) - Louis-Ernest Dubois, titre pro illa vice (1916-1929) - Federico Cattani Amadori (1935-1943) - Pierre-André-Charles Petit de Julleville, titre pro illa vice (1946-1947) - Carlos María Javier de la Torre, titre pro illa vice (1953-1968) - Mario Casariego y Acevedo, titre pro illa vice (1969-1983) - Antonio Innocenti (1985-2008) ; titre pro hac vice à partir de 1996 - Angelo Amato (2010-2024) ; titre pro hac vice à partir de 2021 |